# Isla de la Gaiola
La Isla de la Gaiola (en italiano: Isola della Gaiola) es una de las islas más pequeñas de Nápoles, en la región de Campania, Italia. Se encuentra frente a la costa de Posillipo, en el Parque Sumergido de Gaiola.
La isla deriva su nombre de las cavidades que salpican la costa de Posillipo (del latín cavea, en español "Pequeña Cueva", y en la forma dialectal local "Caviola"). Originalmente, la pequeña isla era conocida como "Euplea", daba seguridad a la navegación y se caracterizó por un pequeño templo.
Tras venderse la isla en 1874 a Luigi de Negri, éste construyó una villa que aún hoy la caracteriza. El siguiente propietario, que compró la villa tras la quiebra de De Negri, explotó la isla y la zona anterior para una cantera de puzolana. La villa, que se ubica en una posición privilegiada, también fue propiedad del famoso Norman Douglas, autor de La tierra de las sirenas. En 1910 pasó a ser propiedad de la familia del senador Paratore, aunque éste vivía en la villa que domina el continente, hoy parte de la finca Ambrosio, que también alberga el parque arqueológico de Posillipo.
La población local, en general, nunca ha visto con buenos ojos a Gaiola, considerándola una especie de "isla maldita", que con su belleza esconde "destinos inquietos", fama debida a la frecuente muerte prematura de sus propietarios; por ejemplo, en la década de 1920 perteneció al suizo Hans Braun, quien fue encontrado muerto y envuelto en una alfombra; poco después su esposa se ahogó en el mar. 
La villa pasó así a manos del alemán Otto Grunback, quien murió de un infarto mientras se alojaba en la villa.
Un destino similar corrió el industrial farmacéutico Maurice Sandoz, que se suicidó en un hospital psiquiátrico en Suiza; su siguiente propietario, un industrial siderúrgico alemán, el barón Paul Karl Langheim, acabó arruinado a causa de los partidos y efebos de los que solía rodearse. Finalmente, la isla perteneció a Gianni Agnelli que sufrió la muerte de muchos miembros de su familia; luego pasó a Jean Paul Getty, cuyo sobrino fue secuestrado por la 'Ndrangheta, y posteriormente a Gianpasquale Grappone, implicado en la quiebra de su compañía de seguros Lloyd Centauro en 1978.
Puesta en subasta, la isla pasó a ser propiedad de la Región de Campania.